# プロームポン駅
プロームポン駅（プロームポンえき、タイ語: สถานีพร้อมพงษ์）はタイ王国のバンコク都ワッタナー区とクローントゥーイ区の境界線上にある、バンコク・スカイトレイン（BTS）スクムウィット線の駅。駅番号は「E5」。プロンポン駅・プロンポーン駅と表記される事が多い。

## 歴史
- 1999年12月5日 - スクムウィット線1期区間として、駅が開業。

## 概要

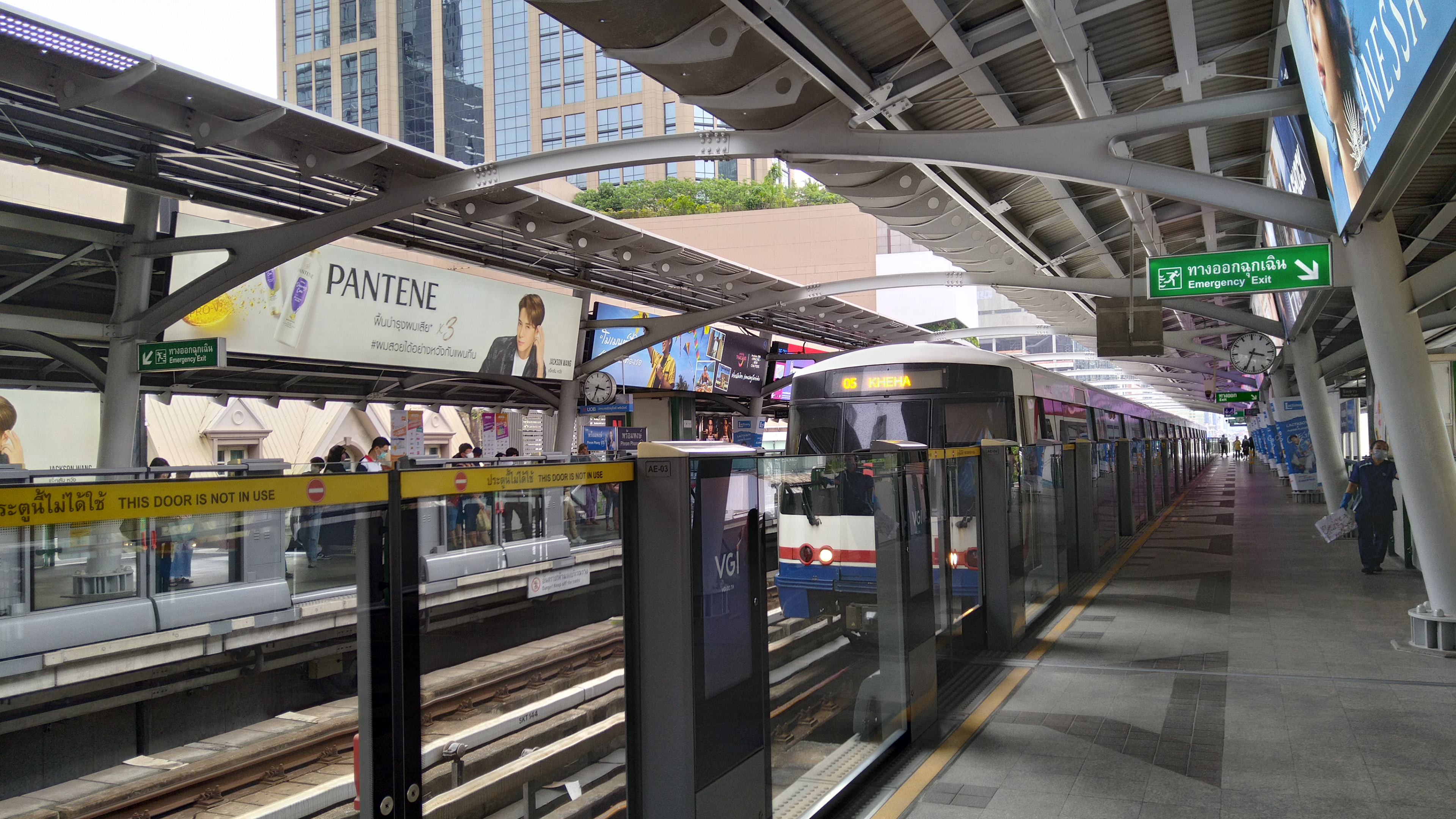
ホーム

スクムウィット通りの直上にある高架駅。U2階がコンコース・改札階、U3階がホーム階である。ホームは相対式2面2線を有する。2014年より可動式ホーム柵（ホームドア）の使用を開始した。
将来的にThe Em Districtと直結し、同時に駅が大幅改装される予定。改装後に駅名を「エム・ディストリクト駅」に改名するネット記事が出たが、BTS側は現在の駅名のプロンポンから変更することは無いと声明を出した。

### のりば
| 番線 | 路線              | 行先                                           |
| ---- | ----------------- | ---------------------------------------------- |
| 1    | ■スクムウィット線 | サムロン・ケーハ方面                           |
| 2    | ■スクムウィット線 | アソーク・サイアム・パヤータイ・クーコット方面 |

## 駅周辺
駅近辺は外国人駐在員の住宅地が多く、それに伴う高級マンションやコンドミニアム、外国人向けのショップが多い。特に日本人駐在員が数多く居住しており、フジスーパーやTSUTAYAなどの日系店舗や和食レストランが多くある。また、高級デパートエンポリアム (EMPORIUM) が至近にあり、駅と直結している。
スクンビット通りのソイ沿いにある施設は以下の通り。
- ソイ20
  - クイーンズパーク・ホテル

- ソイ22
  - ベンチャシリ公園
  - リージェンシーパーク
  - ハニーハウス
  - インディアン・ホスト
  - サイナムプーン学校（タイ語版）
  - The Em District（タイ語版）

- ソイ24･･･コンドミニアムやホテルが多く建ち並び、欧米人や日本人が多く住むエリアのひとつ。
  - エンポリアム
  - アリストン・ホテル
  - インパラ・ホテル
  - ターミナルビル
  - シワポンプラザ
  - アジア・ハーブ
  - 健康の館

- ソイ26
  - アーリー・クリニック
  - フォーウィングス・ホテル
  - リッチモンド・オフィス

- ソイ32
  - フェニックスタワー
    - デンタル・イメージ
    - ティッドビット
    - アユタヤ銀行

- ソイ32
  - フィリピン大使館

- ソイ33
  - ノボテル・ロータス
  - ヴィラマーケット

- ソイ33と33/1の間
  - サブウェイ

- ソイ33/1･･･日本人駐在員の奥様の街
  - フジスーパー1号店
  - 東京堂書店
  - フジコーヒーショップ
  - 黒田（日本料理）
  - にしむら（日本料理）
  - 桜道場
  - カスタードナカムラ
  - 坦々麺
  - 東京メガネ
  - ノルウェー大使館
  - P.B.ビル

- ソイ35
  - エムクオーティエ

- ソイ39
  - シティーリゾート39
    - フジスーパー2号店
    - 東京堂書店
    - らあめん亭
    - おかあさん
    - 陣屋
    - プロジェクト
    - ジャイアンツ

  - シティーリゾート39アネックス
    - フジスーパー3号店
    - 泰国日本人会別館

  - ポンサク歯科
  - オレンジハウス
  - バイオハウス
    - 泰明倫館
    - 学研
    - プロムジャイランゲージスクール

  - おべんとうや
  - うなぎ中村

## 隣の駅
バンコク・スカイトレイン
■スクムウィット線
アソーク駅 (E4) - プロームポン駅 (E5) - トンロー駅 (E6)